# 镇远炮台 (甬江口)
29°58′4.684″N 121°44′48.434″E / 29.96796778°N 121.74678722°E
镇远炮台是中国浙江省宁波市北仑区的一处古代炮台。炮台建于清光绪六年（1880年），位于开发区四号桥西南侧，小浃江口南侧，坐西南朝东北。炮台为三合土修筑，长52.6米，宽9米，高4.8米，外形为梯形。原有5孔炮洞，11间营房，目前仅存西北首三合土营房两间，炮台壁已毁。1996年，镇远炮台随其他镇海口海防设施被纳入第四批全国重点文物保护单位镇海口海防遗址。